# OH!
《OH!》是日本摇滚乐队SHISHAMO的第9张单曲，于2019年4月24日发行。

## 简介
2019年2月14日乐队宣布了新单曲《OH!》将要在同年4月24日发售的消息，与上一张单曲《淡蓝色的日子》时隔1年1个月。标题曲《OH!》是SHISHAMO为广濑铃主演“乐天‘爽’冰淇淋”所创作的广告曲，广告于4月16日公开。4月13日SHISHAMO在富士电视台“MUSIC FAIR”节目中首次通过电视演出了《OH!》。
3月28日《OH!》的MV公开，本作MV在宫崎和吉川的母校川崎综合科学高等学校的屋顶拍摄，由田边秀伸导演。同时单曲的全部曲目也确定。B面曲《伸开翅膀》是为富士电视台《皇帝的早午餐》节目所作的主题曲。
6月12日“爽”的新广告“全力合爽部”篇公开，记录了广濑铃、SHISHAMO和1000人学生在川崎市等等力陆上竞技场共同演奏《OH!》的场面，同时配合本篇广告而特别重新编曲的开始限时配信。
CD封面与之前的单曲相同依然由宫崎朝子绘制。

## 发行
《OH!》于2019年4月24日发行。
- 普通盘（商品编号：UPCM-1419）

## 收录
| CD   | CD               | CD                                   | CD   |
| 曲序 | 曲目             | 备注                                 | 时长 |
| ---- | ---------------- | ------------------------------------ | ---- |
| 1.   | OH!              | 乐天“爽”广告曲                       | 4:02 |
| 2.   | （伸开翅膀）     | 富士电视台《王子的早午餐》节目主题曲 | 5:05 |
| 3.   | （我会原谅你的） |                                      | 3:48 |